# Jos mä oisin sä
| Recensione                 | Giudizio |
| -------------------------- | -------- |
| Findance.com/Antti Niemelä |          |

Jos mä oisin sä (in finlandese: "Se io fossi te") è il primo singolo del rapper finlandese Cheek, tratto dal Jare Henrik Tiihonen e pubblicato il 15 aprile 2009 dalla Rähinä Records.
Il brano è stato anticipato sul canale radio YleX l'8 aprile. Dal brano è stato tratto un video musicale, mostrato per la prima volta il 21 aprile.
Dal brano è stato tratto anche un remix inserito come traccia nel singolo Mitä tänne jää e chiamato Rähinä Remix, dove hanno preso parte vari rapper della casa discografica, come Uniikki, Redrama, Elastinen e Illi.
Il brano è entrato nelle classifiche nazionali e ha raggiunto la prima posizione nei singoli più venduti e in quella dei singoli più scaricati.

## Tracce
1. Jos mä oisin sä – 3:55

## Classifiche
| Classifica           | Massima posizione |
| -------------------- | ----------------- |
| Finlandia            | 1                 |
| Finlandia (digitale) | 1                 |